# The Planter's Wife (1952)
The Planter's Wife (bra: Nas Selvas da Malaia) é um filme britânico de 1952, do gênero drama bélico-criminal, dirigido por Ken Annakin, estrelado por Claudette Colbert e Jack Hawkins, e coestrelado por Anthony Steel. O roteiro de Peter Proud e Guy Elmes foi baseado no romance "Planter's Wife" (1951), de Sidney Charles George. O filme foi distribuído nos Estados Unidos como Outpost in Malaya.
A trama retrata a história de um produtor de borracha e seus vizinhos que enfrentam uma campanha de ataques constantes por terroristas comunistas, ao mesmo tempo em que lutam para salvar seus casamentos durante a Emergência Malaia.

## Sinopse
O matrimônio entre Jim Frazer (Jack Hawkins), proprietário de uma plantação de borracha, e sua esposa Liz (Claudette Colbert), resistiu a inúmeros desastres, inclusive anos em um campo de concentração japonês. Contudo, a relação enfrenta um momento crítico. Diante das constantes ameaças de ataques de terroristas comunistas e da preocupação com a segurança da plantação e de seus habitantes, Jim negligencia seu casamento. Liz planeja levar seu filho, Mike (Peter Asher), para estudar na Inglaterra sem comunicar a decisão a Jim, e secretamente não planeja retornar. Pouco antes da partida, durante a Emergência Malaia, uma plantação vizinha é atacada, resultando na morte do proprietário. Liz e Jim, buscando proteção, adquirem armas e munições em uma cidade próxima. A noite se transforma em um cenário de terror conforme os criminosos atacam.

## Elenco
- Claudette Colbert como Liz Frazer
- Jack Hawkins como Jim Frazer
- Anthony Steel como Hugh Dobson
- Ram Gopal como Nair
- Jeremy Spenser como Mat
- Peter Asher como Mike Frazer
- Tom Macaulay como Jack Bushell
- Sonya Hana como Ah Mov
- Andy Ho como Wan Li
- Yah Ming como Ah Siong
- Ng Cheuk Kwong como Ho Tang

Não-creditados
- Shaym Bahadur como Putra
- Bryan Coleman como Capitão Dell
- Helen Goss como Eleanor Bushell
- Don Sharp como Tenente Summers

## Produção

### Desenvolvimento
O filme foi baseado no romance "Planter's Wife" (1951), de Sidney Charles George, que era originalmente conhecido como "White Blood". A produção também levaria esse nome, mas o título foi criticado pelo Escritório Colonial e pelos distribuidores do filme no exterior, pois poderia ser interpretado como uma referência à discriminação racial, o que fez o filme ser intitulado "The Planter's Wife".
O filme foi co-financiado pela National Film Finance Corporation e The Rank Organisation. O produtor, John Stafford, atuou de forma independente. O roteiro foi escrito por Guy Elmes, que havia servido no Extremo Oriente ao lado do Conde Mountbatten, e por Peter Proud. Earl St. John, chefe de produção da Rank, entregou o roteiro a Ken Annakin, que aceitou dirigir a produção.

### Escolha de elenco
Para incentivar uma boa recepção da audiência estadunidense, Earl St. John enviou Annakin a Hollywood em novembro de 1951 para escalar uma atriz estadunidense para o papel feminino principal. Annakin entrevistou Norma Shearer, Loretta Young, Joan Crawford, Olivia de Havilland e Claudette Colbert. Shearer estava aposentada, e de Havilland e Young estavam ocupadas com outros compromissos. Crawford gostou do papel, achando que a personagem era adequada para ela. No entanto, Colbert aceitou participar. Ela recebeu £ 20.000 para interpretar o papel principal. A escalação de Colbert fez com que a United Artists concordasse em distribuir o filme nos Estados Unidos.
O papel de Jim Frazer estava destinado a ser interpretado por Michael Redgrave, mas em dezembro de 1951, Jack Hawkins foi escalado em seu lugar. Em janeiro de 1952, Antony Steel se juntou ao elenco; este foi um dos vários filmes em que ele atuou ao lado de um ator britânico mais velho. Na mesma época, atores londrinos protestaram que a escalação de Colbert tirou trabalho dos atores britânicos.
O dançarino indiano Ram Gopal recebeu seu primeiro papel dramático como Nair, o capataz. O ator mirim Peter Asher – que mais tarde teve uma carreira de sucesso como músico, cantor (como parte da dupla "Peter & Gordon" dos anos 1960) e produtor musical – interpreta o filho do casal, Mike. Entre os figurantes birmaneses, indianos e malaios estava Khin Maung, um notável pintor birmanês.
Don Sharp, futuro diretor, interpretou um pequeno papel.

### Gravações
Colbert partiu para a Grã-Bretanha em fevereiro de 1951 e lá permaneceu três meses.
O diretor Ken Annakin e sua equipe reuniram anedotas de plantadores, policiais e soldados na Federação Malaia. Sequências da segunda unidade foram filmadas lá, assim como em Singapura e Malaca. No entanto, devido a questões de segurança durante a Emergência Malaia em curso, a maior parte das filmagens ocorreu no Ceilão, seguindo o conselho de John Dalton, representante asiático da Rank. As filmagens no Ceilão duraram oito semanas. A maioria do filme foi gravada em Londres, nos Estúdios Pinewood. Jack Hawkins escreveu em seu livro de memórias: "Não saímos dos Estúdios Pinewood nem por um único dia. Todo o trabalho externo foi feito com aquela técnica um tanto enganosa de projeção traseira, pela qual a ação é realizada contra uma tela mostrando imagens em movimento de locações ... O que tornava tudo ainda mais absurdo era o fato de estarmos filmando no meio do inverno e vestidos apenas com camisa e shorts. Eu estava permanentemente congelado".
Colbert impressionou Annakin com sua profunda compreensão técnica sobre iluminação e trabalho de câmera, e compartilhou com ele que nunca tinha sido solicitada a participar de cenas de ação reais em Hollywood, mas rapidamente se tornou habilidosa no uso de armas de pequeno porte. Annakin revelou que Colbert teve um caso amoroso com o ator Hubert Gregg durante a produção do filme.
Para filmar a cena de luta entre uma cobra e um mangusto, o cenário foi construído em um zoológico do Ceilão. Quando vários dos mangustos locais fugiram da cobra, o zelador do zoológico disse: "Receio que nossos mangustos cingaleses não estejam acostumados a lutar; vou ter que conseguir alguma variedade do norte da Índia". Importado de Madras, o mangusto indiano escolhido para participar da produção engajou-se em uma verdadeira luta até o fim com a cobra.

## Recepção
Um crítico, escrevendo para o Daily Worker, chamou-o de "o filme de propaganda de guerra mais cruelmente desonesto já feito na Grã-Bretanha".
O jornal Los Angeles Times escreveu que "a atmosfera é mais plausível que o melodrama".
A revista Variety disse que "a campanha na selva contra terroristas locais é retratada em um drama doméstico comum", e adicionou que "sequências de ação posteriores compensam a abertura fraca".
Ken Annakin disse mais tarde que estava "muito orgulhoso" da produção, chamando-o de "um bom filme de ação". O sucesso do filme levou o chefe de produção da Rank, Earl St. John, a encomendar "Simba" (1955), outro filme de guerra colonial sobre a luta da Grã-Bretanha contra os Mau-Mau.

### Bilheteria
A produção foi o sexto filme mais popular do ano nas bilheterias britânicas em 1952, arrecadando £ 509.000 nacionalmente. Apesar da presença de Colbert, o filme arrecadou apenas US$ 90.000 (£ 32.000 em 1952) nos Estados Unidos. No entanto, foi um sucesso em outros mercados internacionais.